# Favolaschia oligopora
Favolaschia oligopora är en svampart som beskrevs av Singer 1974. Favolaschia oligopora ingår i släktet Favolaschia och familjen Mycenaceae.   Inga underarter finns listade i Catalogue of Life.